# George T. Kirck
George Thomas Kirck (Mount Vernon, 13 april 1948) is een Amerikaanse componist, muziekpedagoog, dirigent en saxofonist. 

## Levensloop
Kirck begon zijn studies in muziektheorie, compositie en saxofoon aan de Hartt School of Music in Hartford, waar hij zijn Bachelor of Music behaalde. Vervolgens studeerde hij aan de Northern Illinois University in DeKalb en behaalde aldaar in 1976 zijn Master of Music. Aan de laatstgenoemde institutie werd hij docent voor saxofoon en dirigent voor de harmonieorkesten.
Als saxofonist verzorgt hij vooral recitals en solo-optredens en is hij lid van verschillende saxofoonensembles. Als componist schreef hij werken voor harmonieorkest en kamermuziek, vooral ook werken voor zijn instrument.

## Composities

### Werken voor harmonieorkest
- 1976: - Early Music Set
- 1978: - Renaissance Triptych
  1. Virelai. Douce dame jolie van Guillaume de Machault (1304?-1377)
  2. Frottola. Lirum bililirum van Rossinus Mantuanus (fl. 1495)
  3. Villancico. Ríu, ríu, chíu - anoniem vanuit circa 1556

### Kamermuziek
- 1977: - Resultants, voor saxofoonkwartet
- 1980: - Quantaphonia 1 - Kinetosonic Earthscape, voor altfluit (ook dwarsfluit), hoorn, viool, piano en 2 slagwerkers

## Publicaties
- The Reed Guide : A Handbook for Modern Reed Working for All Single Reed Woodwind Instruments, Decatur, Illinois: Reed-mate Co., 1983. 27 p.
- Computer Realization of Extended Just Intonation Compositions, in: Computer Music Journal, vol. 11 nr. 1, Microtonality, (1 april 1987) pp. 69-75, ISSN 0148-9267
- The Reed-Mate Reed Guide : A Comprehensive Handbook of Modern Reed Working for All Single-Reed Woodwind Instruments ..., Westbrook, Me.: Reed-mate, 1989. 27 p.